# Panagiotis Deligiannidis
Panagiotis Deligiannidis (grekiska: Παναγιώτης Δεληγιαννίδης), född 29 augusti 1996 i Thessaloniki, Grekland, är en grekisk fotbollsspelare som spelar för grekiska Xanthi.

## Karriär
I augusti 2021 värvades Deligiannidis av rumänska Sepsi OSK, där han skrev på ett ettårskontrakt. I april 2021 lämnade Deligiannidis klubben. I juli 2021 skrev han på för grekiska Xanthi.